# اللطيف (أسماء الله الحسنى)
اللطيف هو من أسماء الله الحسنى، وهو من صيغ المبالغة، ومعناه: الذي يعلم دقائق الأمور وخفاياها، وما في الضمائر والصدور، والذي يحسن إلى عباده من حيث لا يحتسبون .

## في القرآن الكريم
ورد في القرآن الكريم سبع مرات، هي:
- ﴿لَا تُدْرِكُهُ الْأَبْصَارُ وَهُوَ يُدْرِكُ الْأَبْصَارَ وَهُوَ اللَّطِيفُ الْخَبِيرُ ۝١٠٣﴾ سورة الأنعام:103
- ﴿أَلَا يَعْلَمُ مَنْ خَلَقَ وَهُوَ اللَّطِيفُ الْخَبِيرُ ۝١٤﴾ سورة الملك:14
- ﴿وَاذْكُرْنَ مَا يُتْلَى فِي بُيُوتِكُنَّ مِنْ آيَاتِ اللَّهِ وَالْحِكْمَةِ إِنَّ اللَّهَ كَانَ لَطِيفًا خَبِيرًا ۝٣٤﴾ سورة الأحزاب:34
- ﴿يَا بُنَيَّ إِنَّهَا إِنْ تَكُ مِثْقَالَ حَبَّةٍ مِنْ خَرْدَلٍ فَتَكُنْ فِي صَخْرَةٍ أَوْ فِي السَّمَاوَاتِ أَوْ فِي الْأَرْضِ يَأْتِ بِهَا اللَّهُ إِنَّ اللَّهَ لَطِيفٌ خَبِيرٌ ۝١٦﴾ سورة لقمان:16
- ﴿إِنَّ رَبِّي لَطِيفٌ لِمَا يَشَاءُ إِنَّهُ هُوَ الْعَلِيمُ الْحَكِيمُ﴾ سورة يوسف:100
- ﴿أَلَمْ تَرَ أَنَّ اللَّهَ أَنْزَلَ مِنَ السَّمَاءِ مَاءً فَتُصْبِحُ الْأَرْضُ مُخْضَرَّةً إِنَّ اللَّهَ لَطِيفٌ خَبِيرٌ﴾ سورة الحج:63
- ﴿اللهُ لَطِيفٌ بِعِبَادِهِ﴾ سورة الشورى:19

## الأقوال في معناه
- قال الخطابي:[3]| اللطيف (أسماء الله الحسنى) | اللطيف هو البَرُّ بعباده، الذي يلطف بهم من حيث لا يعلمون، ويسبِّب لهم من مصالحهم من حيث لا يحتسبون، كقوله - سبحانه -: ﴿اللَّهُ لَطِيفٌ بِعِبَادِهِ يَرْزُقُ مَنْ يَشَاءُ وَهُوَ الْقَوِيُّ الْعَزِيزُ﴾ سورة الشورى:19 | اللطيف (أسماء الله الحسنى) |
- قال الشوكاني :[4]«إن الله لطيف لا تخفى عليه خافية؛ بل يصل علمه إلى كل خفي»
- قال السعدي متحدثًا عن اسم اللطيف:[5]«الذي لَطُفَ علمه حتى أدرك الخفايا ، والخبايا ، وما احتوت عليه الصدور، وما في الأراضي من خفايا البذور»
- قال أبو إسحاق الزجاج متحدثًا عن اسم اللطيف:[6]«وَهُوَ فِي وصف الله يُفِيد أَنه المحسن إِلَى عباده فِي خَفَاء وَستر من حَيْثُ لَا يعلمُونَ ، ويسبب لَهُم أَسبَاب معيشتهم من حَيْثُ لَا يحتسبون»
- قال ابن القيم :[7]«واسمه اللطيف يتضمن : علمه بالأشياء الدقيقة ، وإيصاله الرحمة بالطرق الخفية»

وقال في الكافية الشافية: